# Tramwaje w Rabacie i Salé

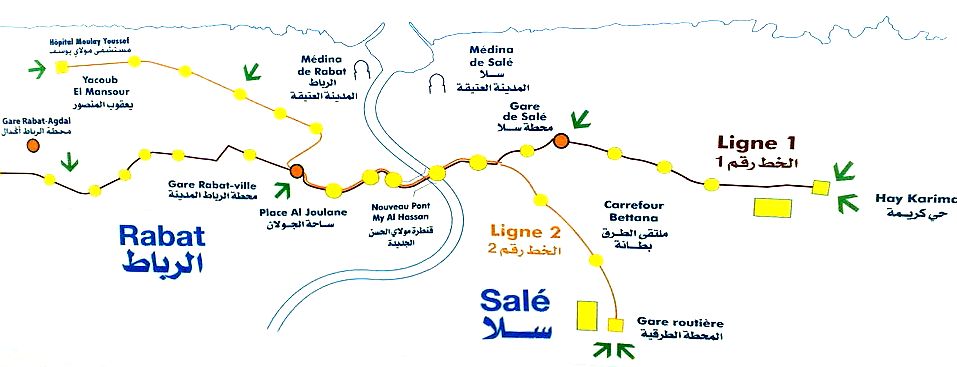
Mapa linii tramwajowych

Tramwaje w Rabacie/Salé – system komunikacji tramwajowej działający w dwóch miastach marokańskich – Rabat i Salé.

## Historia
Budowę linii tramwajowych rozpoczęto w lutym 2007. Pierwszy etap zakładał budowę dwóch linii. Tramwaje są zasilane z sieci napowietrznej o napięciu 750V prądu stałego. Otwarcie tramwajów w Rabacie i Salé nastąpiło 18 maja 2011. Otwarto całą linię nr 1 oraz część linii nr 2, dalsza część linii nr 2 jest w budowie. Przez pierwsze trzy dni przejazd tramwajami był darmowy. Jednym z większych problemów jaki trzeba było pokonać była budowa nowego mostu na rzece Bouregreg. Wybudowany most ma długość 1215 m, nazwano go Hassan II, oprócz linii tramwajowej na nowym moście jest także 6 pasów ruchu (po trzy w każdą stronę), chodnik i ścieżka rowerowa. W dalszej perspektywie planowana jest budowa kolejnych dwóch linii.

## Linie

### Istniejące
- linia nr 1: Hay Karima – Centre commercial Université.
- linia nr 2: Gare routière – Hôpital My Youssef.

Tramwaje na każdej linii mają kursować co 8 minut co na wspólnym odcinku da częstotliwość 4 minut. Wszystkie linie są dwutorowe.
| linia | długość | liczba przystanków | czas podróży | częstotliwość |
| ----- | ------- | ------------------ | ------------ | ------------- |
| 1     | 11,7 km | 22                 | 36 minut     | 8 minut       |
| 2     | 7,8 km  | 14                 | 25 minut     | 8 minut       |

### Planowane
Planowane linie nr 3 i 4 będą kursowały trasami:
- linia nr 3: Akkrach − Gare Rabat-Ville
- linia nr 4: Sala El Jadida − Médina de Rabat

## Tabor
W Rabat-Salé są eksploatowane tramwaje produkcji francuskiego koncernu Alstom typu Citadis 302, która to w listopadzie 2007, wygrała przetarg na dostawę 44 tramwajów z czego 38 jest jednokierunkowymi i są połączone w składy, a pozostałe 6 są dwukierunkowe. Tramwaje w Rabacie są 5-członowe. Wagony są łączone w składy po dwa, dzięki temu osiągają długość 65 metrów. Pierwsze dwa tramwaje Citadis 302 dotarły do Rabatu w marcu 2010.